# Sven Hanson
Sven Hanson (* 2. Februar 1892 in Kristinehamn; † 22. Juni 1972 in Västervik) war ein schwedischer Schwimmer.
Hanson war Mitglied des Stockholmer Schwimmvereins Stockholms KK. Wie sein jüngerer Bruder Pontus nahm er 1912 an den Olympischen Sommerspielen 1912 im heimischen Stockholm teil. Im Wettbewerb über 200 Meter Brust war er einer von sieben schwedischen Startern und verfehlte als Fünfter seines Vorlaufs den Einzug ins Halbfinale klar. 